# 洛朗·德·古維翁·聖西爾
洛朗·德·古維翁·聖西爾（法語：Laurent de Gouvion Saint-Cyr，法語發音：[lɔʁɑ̃ də ɡuvjɔ̃ sɛ̃ siʁ]；1764年4月13日—1830年3月17日）是法國大革命戰爭與拿破崙戰爭期間的法國將軍，曾獲封為帝國元帥，被視為是拿破崙時代中最傑出的軍事將領之一。法國皇帝拿破仑一世對其評價道：「他的戰線防禦是我們之中最出色的，但在進攻上不如我」。
聖西爾在第一次反法同盟與第二次反法同盟戰爭中表現卓越，為第二次反法同盟戰爭後期法軍的重要將領。然而此後數年間，他並未參與重要戰事。1808年法軍入侵西班牙時，聖西爾於加泰罗尼亚地區取得多次野戰與圍城戰的勝利。1812年俄法戰爭中，他於兩次波洛茨克之戰中展現精湛的防禦戰功底，因而獲授帝國元帥。第六次反法同盟的德意志戰事中，聖西爾擔任德累斯顿法軍司令，在德勒斯登戰役中成功拖延大量聯軍，協助拿破崙獲得重要勝利。波旁復辟時期，聖西爾曾任戰爭部長與海軍部長等要職。1830年3月17日，他於法國耶爾辭世。

## 生平

### 早年
洛朗·古維翁於1764年4月13日出生於法蘭西王國三主教管區圖勒，是讓-巴蒂斯特和安妮-瑪麗（舊姓梅西耶）之子。家族自十六世紀以來就居住於圖勒，其父親為製革工人，母親則在其四歲時改姓為聖西爾並拋棄他。古維翁因母親離去變得性格孤僻，並在拒絕接續其父親的事業後，前往當地的砲兵學院聽講，他在學院中習得基本的拉丁語與希腊语，於數學與繪畫上表現出色。18歲那年，古維翁因厭倦家鄉與對父親感到厭惡，前往義大利深造繪畫技巧，並在旅途期間試圖尋找其母親但失敗，儘管如此，他仍冠上母親的新姓「聖西爾」（Saint-Cyr）。他在22歲時回到巴黎，在教授新古典主義的藝術學院深造，並嘗試成為舞台劇演員。

### 第一次反法同盟
1792年法國大革命戰爭爆發，聖西爾作為志願者加入共和第一獵兵營，在同年9月15日升任為中士，在11月1日升任為中尉。他指揮的營在11月13日被置於萊茵軍團司令屈斯蒂纳將軍之下，在隨後的戰鬥中表現出色，其才能也被屈斯蒂纳注意到，在1793年2月1日成為將軍副官。聖西爾在參謀部的工作中，與路易·德賽將軍建立了十分緊密的友誼，並結識米歇尔·内伊與路易·尼古拉·达武兩位日後的帝國元帥。1793年9月中旬，再次成為前線指揮官的聖西爾得到四個營的指揮權，他在7月14日的戰鬥中擊退奧軍對山頭的襲擊，以傷亡90人為代價，造成敵軍傷亡數百人。聖西爾在這場小戰鬥中的作戰思維貫徹了他的軍事生涯，即山地作戰、快速集中火力與騎兵衝鋒的配合。隨後幾個月，萊茵軍團在戰略上逐漸陷入劣勢，10月13日午夜，聖西爾所在的師開始有序地撤退，先撤退至沃爾特，後至奧克費爾登。12月2日，阿格諾戰役期間，聖西爾獨斷地率領兩個營佔領聯軍控制的貝爾斯泰姆村，但其上級脫節的指揮導致法軍被逐出村莊。儘管如此，聖西爾的作戰仍得到雙方的認可，被保王黨人給予「只有我們國家的士兵才能執行如此作戰」的評價，他也在同月6日升任至旅指揮官。12月13日，聖西爾聽令前往朗巴克，在同月26日的維桑堡戰役中發揮重要作用。1794年6月，聖西爾晉升為師級將軍，成為萊茵軍團第二師師長。
接下來數月，萊茵軍團與摩澤爾軍團保持守勢。1794年10月，聖西爾將第二師交接給德賽將軍，晉升為軍團左翼指揮官。1795年4月，政府當局決定將萊茵軍團與摩澤爾軍團合併為萊茵與摩澤爾軍團，由讓-夏爾·皮舍格呂擔任總司令，目標攻下美因茨要塞。10月29日，奧軍在美因茲戰役擊潰法軍圍城軍，聖西爾的師在撤退中表現出色，保持秩序並牽制奧軍對其他部隊的進攻。法軍因為這場失利撤回萊茵河西岸，督政府在隔年3月25日召回皮舍格呂，讓·維克托·莫羅成為新任軍團總司令。聖西爾被新司令指派為左翼指揮官，下轄兩個師共19,939人。1796年4月下旬，萊茵與摩澤爾軍團渡過萊茵河，聖西爾的部隊與德賽的部隊互換位置，成為中央。接下來，聖西爾突破奧軍的陣地，將弗勒利希的部隊與卡爾大公分開，符腾堡與施瓦本暴露在法軍的進攻範圍。7月5日他奪下蓋恩斯巴赫，在9日贏得埃特林根戰役。卡爾大公下令向東撤退，法軍在8月8日佔領烏爾姆。8月11日雙方在內勒斯海姆交戰，8月22日聖西爾佔領了奧格斯堡，9月3日在佛萊辛搶渡伊薩爾河。
9月上旬，奧地利指揮官卡尔大公切斷儒爾當與莫羅的聯繫，莫羅決定率軍撤退。10月2日，正在撤退的法軍停了下來，聖西爾與德賽對緊追不捨的聯軍展開猛烈反擊，在比伯拉赫俘虜4,000人與18門火砲。法軍按照聖西爾提出的路線撤退，逼退奧軍後在8月12日穿過弗赖堡，停留在瓦爾德基希。10月下旬，奧軍在埃門丁根與施林根之战擊敗法軍，後者最終撤回萊茵河左岸。1797年，萊茵與摩澤爾軍團再次渡過萊茵河，在迪爾斯海姆擊敗奧軍，隨後雙方知悉和平協議已被簽訂，結束軍事行動。

### 第二次反法同盟
1798年3月6日，聖西爾接任安德烈·马塞纳成為「羅馬軍團」（Armée de Rome）司令，但在上任後不久，就因收取當地貴族的感謝禮而被政府召回巴黎。同年8月16日，他被調至儒尔当將軍的美因茨軍團擔任左翼指揮官。1798年第二次反法同盟組成，隔年戰爭爆發，美因茨軍團在3月1日渡過萊茵河，在3月6日推進至圖特林根後停下，觀望馬塞納將軍的「瑞士軍團」在格勞賓登的進展。3月21日，美因茨軍團開始與奧軍在奥斯特拉赫交戰，奧軍司令卡爾大公分三路部隊向法軍進攻，法軍不久就因人數劣勢開始撤退，聖西爾統帥的左翼撤往圖特林根，中央與右翼撤至恩根附近。3月25日，儒尔当決定停止撤退發起反擊，但在史塔卡赫戰役再次被奧軍擊敗。隔日清晨，聖西爾與旺達姆向瓦爾維斯一帶的奧軍騎兵發起多次佯攻，讓部隊安然撤退。
让-巴蒂斯特·儒尔当在史塔卡赫戰役失敗後被撤職，「瑞士軍團」司令安德烈·马塞纳成為德意志與瑞士地區的法軍總司令，美因茨軍團與監視軍團（Armée d'Observation）被解散，大部分部隊被集中至瑞士地區。聖西爾知道新任司令的貪婪，不願在他麾下服役，於1799年4月6日獲得休假許可離開部隊。同年6月24日，他被命令前往義大利接受莫羅將軍的指揮。此時的義大利戰區共有兩個法軍軍團──莫羅將軍的義大利軍團與麥克唐納將軍的那不勒斯軍團，但督政府在不久後就因形勢不利將莫羅降職、麥克唐納撤職，重新組建了由儒貝爾將軍指揮的義大利軍團與尚皮奧内將軍指揮的阿爾卑斯軍團。儒貝爾將義大利軍團分為兩部，聖西爾指揮的右翼中有波蘭軍團東布羅夫斯基師、瓦特林師、拉布瓦西埃師、科利旅與預備隊。1799年8月9日儒貝爾開始行動，法軍右翼在沃爾塔焦和奧瓦達之間集結，於14日推進至聖巴托洛梅奧附近。8月15日諾維戰役 (1799年)爆發，雙方在法軍左翼與中央持續數小時的拉鋸，直到聯軍增援抵達後才分出勝負。聖西爾在撤退期間成功收攏部隊，使法軍右翼得以安然撤退。9月21日，阿爾卑斯軍團與義大利軍團被置於尚皮奧内將軍的統一指揮下，聖西爾指揮的右翼增為4個師，共18,000人。聖西爾於10月初奪回托里利亚，接著在布拉科俘虜聯軍1,000人，最後成功佔領博斯科。11月6日，轉移到諾維的聖西爾部被聯軍進攻，聖西爾利用高地輕鬆抵禦，後突破聯軍中央俘虜並1,800人。12月中旬，奧軍將軍克勒瑙向熱那亞進攻，聖西爾挫敗敵軍意圖並俘虜2,000人。

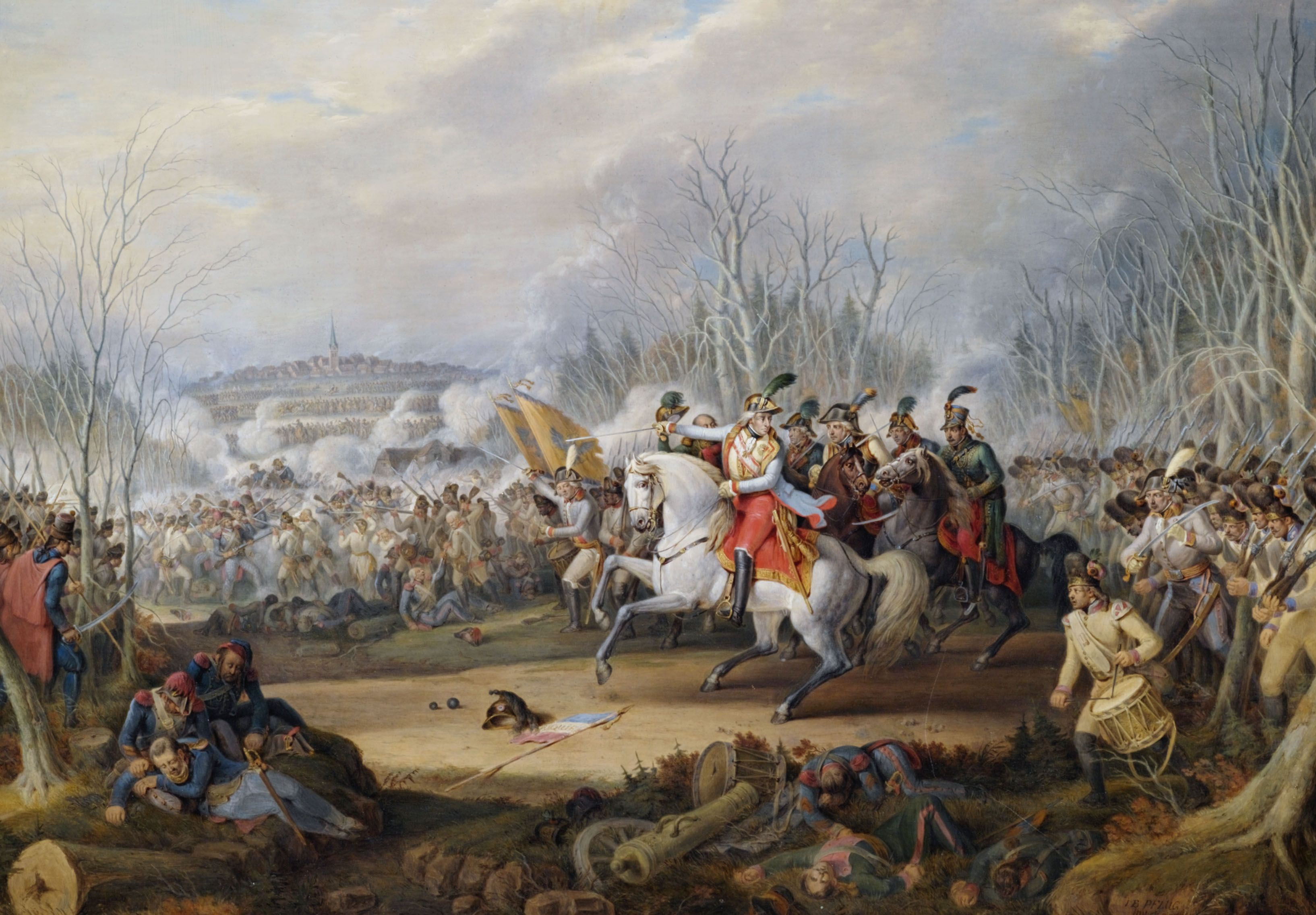
比伯拉赫戰役 (1800年)

1799年12月17日，聖西爾被調至萊茵軍團，再次接受莫羅將軍的指揮。1800年3月20日，萊茵軍團被分成四個軍，分別作為中央、兩翼與預備隊。聖西爾負責指揮中央部隊，該軍由迪里埃師、塔羅師與內伊師組成，總數為2.8萬人。法軍在4月25日開始行動，莫羅集中他親率的預備隊與聖西爾的中央部隊向恩根進軍，勒古布的右翼部隊則向施托卡赫進軍。5月3日恩根戰役爆發，雙方各自傷亡7,000人並陷入僵局，但由於勒古布奪下奧軍基地施托卡赫，奧軍司令保羅·克賴下令撤退至梅斯基希。5月5日，奧軍在梅斯基希戰役再次失利，隨後在西格馬林根向北渡河撤退。然而克賴很快就因擔心奧軍在比伯拉赫的彈藥庫，再次渡河並進入該城。5月9日，聖西爾進攻比伯拉赫，擊敗當面的奧軍並奪下彈藥庫。他在接下來的作戰繼續挫敗敵軍，但因與莫羅的理念不合，在6月5日告假離開部隊。

### 政治生涯與外交大使
1800年9月，聖西爾被第一執政拿破崙·波拿巴任命為議員，在此期間展現他在文書處理上的天賦。1801年2月4日，聖西爾作為大使抵達馬德里，以監督法西聯軍入侵葡萄牙的作戰。儘管他的外交生涯十分圓滿，不僅迫使葡萄牙與英國結束盟友關係，還讓西班牙將路易斯安那交還予法國，但厭惡西班牙宮廷文化的聖西爾在離職時仍相當高興。1803年5月，聖西爾轉調至那不勒斯王国，在那裡與名義的上司若阿尚·缪拉有諸多齟齬。1804年5月19日，法國皇帝拿破仑一世封十八位將軍為帝國元帥，出乎大多人意外的是，履歷遠好於大多數在列者的聖西爾被無視了，僅得到榮譽軍團大鷹級勳章。

### 義大利作戰
1805年，聖西爾在得到那不勒斯王国的中立宣言後，率軍北上與安德烈·马塞纳的「義大利軍團」會合，他的部隊成為馬塞納的右翼，負責封鎖威尼斯。羅漢親王指揮的奧地利部隊試圖解圍，但在威尼托自由堡之戰中失利，全軍被俘。第三次反法同盟戰爭結束後，聖西爾收到向加入反法同盟的那不勒斯王国進攻的命令，不過由於需要接受馬塞納的直接指揮，他直接將指揮權轉交予佩里尼翁，立刻返回巴黎。1806年，聖西爾受到拿破崙的直接威脅，又被遣回那不勒斯指揮作戰。聖西爾在同年12月15日得到布洛涅軍營的指揮權，退出一線作戰指揮。1808年5月8日，他獲封為帝國伯爵。

### 西班牙作戰
1808年2月，法軍將領紀堯姆·迪埃姆率領「東比利牛斯山觀察軍」進入加泰罗尼亚，佔領菲格拉斯與巴塞罗那。加泰罗尼亚人掀起了抵抗運動，通過游擊作戰切斷巴塞罗那與其他地區的聯繫，迪埃姆獲令不僅要守住巴塞罗那，還要派遣兩支部隊分別協助蒙塞元帥入侵巴倫西亞，和圍攻薩拉戈薩。迪埃姆的部隊在6月陷入危機，在該月下旬嘗試攻下赫罗纳要塞，以重新打通交通線。他攻城失敗後撤回巴塞罗那，向法國本土求援。雷耶將軍率領一個師前往支援，在7月24日與他會師。迪埃姆此時決定再次攻打赫罗纳，因敵方解圍部隊抵達只能撤退，下令雷耶撤回菲格拉斯，他則率部隊於8月20日回到巴塞罗那。迪埃姆隨後被撤職，聖西爾率領兩個師前去接管指揮。

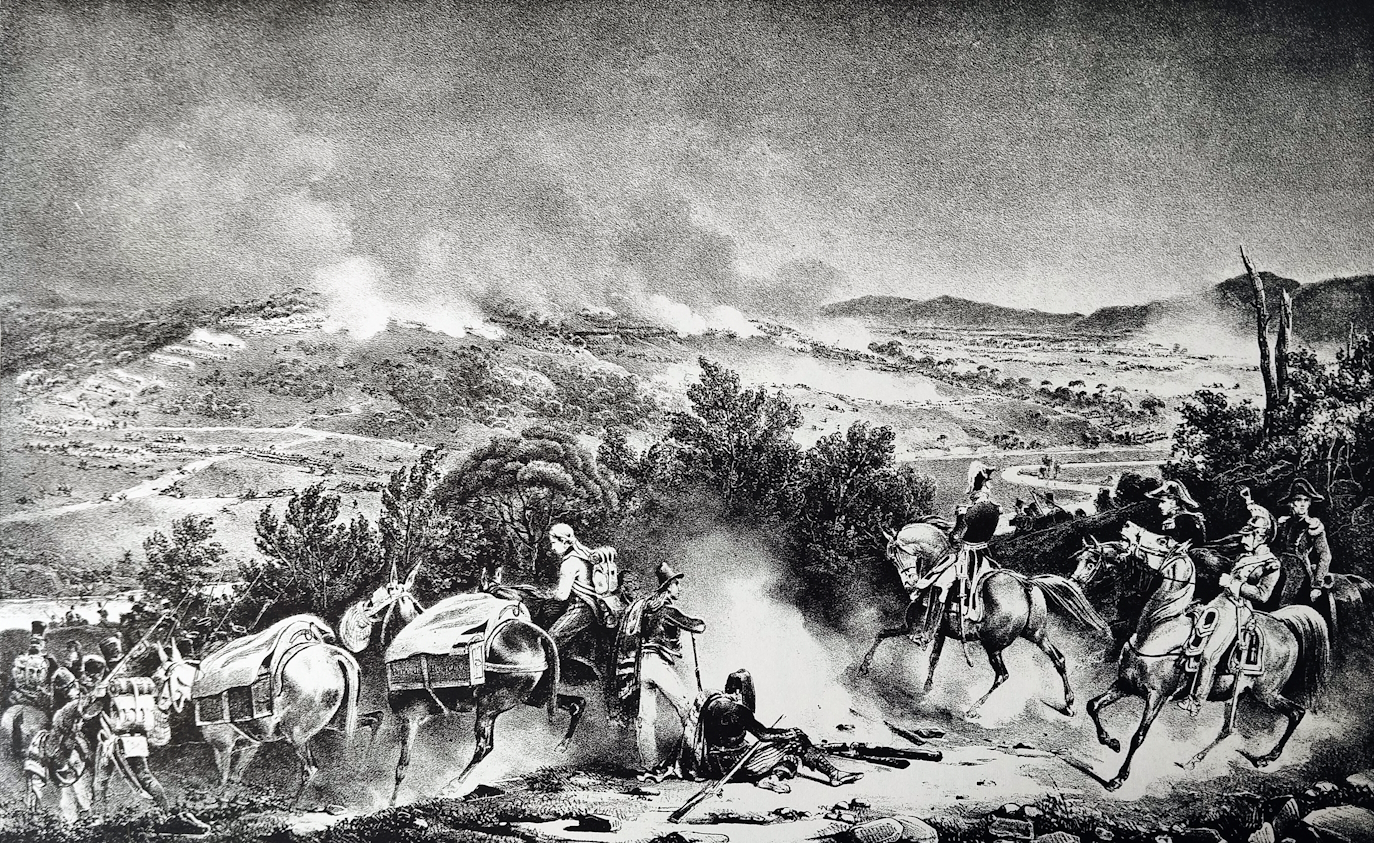
卡德德乌之战

11月5日，聖西爾率領增援部隊越過比利牛斯山，進入西班牙境內。他抵達菲格拉斯後收攏雷耶將軍麾下的雜牌部隊，接著向羅塞斯推進，在11月7日開始圍攻。12月5日，羅塞斯要塞無條件投降，不久，聖西爾往正被西班牙軍封鎖的巴塞罗那移動。他留下素質最差的師守衛菲格拉斯與羅塞斯，率15,000名步兵與1,500名騎兵去解巴塞罗那之圍。法軍留下火砲與輜重，穿行在內陸山區中，多次繞過、擊退敵軍要塞與部隊。12月15日聖西爾在圣塞洛尼擊潰看守海岸道路的步兵，12月16日在卡德德乌以北與敵軍相遇。聖西爾留下三個營監視後方，將麾下的兩個師組成單一縱隊進攻，但打頭陣的皮諾師並未依他的指示集中推進，而是行程兩翼趨前、中間滯後的陣型，攻上山丘後被擊退。聖西爾觀察局勢後趕到前線，下令蘇昂師集中兵力進攻敵軍右翼，同時指揮皮諾師對敵軍中路再次進攻，最後發動騎兵衝鋒，將西班牙軍徹底擊敗。17日早晨，聖西爾進入巴塞罗那，然後朝莫林斯-德雷伊前進，在12月21日對敵軍進攻。他先派一個師佯攻牽制西班牙軍左翼，然後率三個師擊潰並迂迴其右翼，迫使敵軍撤退並繳獲25門火砲、300萬發彈藥。
之後，修整後的西班牙軍意圖擊敗聖西爾，部署卡斯特羅師與雷丁師分別從伊瓜拉达與塔拉戈纳迫近法軍，集結進攻法軍正面和側翼。聖西爾決定趕在西班牙軍會合前進攻卡斯特羅師，在1809年2月18日與敵軍相遇後，指揮主要部隊與敵軍對峙，而皮諾師迂迴敵軍右翼。西班牙軍向曼雷萨潰逃，法軍進入伊瓜拉达。2月19日聖西爾留下兩個師，率領皮諾師南下，在2月21日與蘇昂師會合。西班牙將軍雷丁此時在圣科洛马與卡斯特羅會合，但他擔心塔拉戈纳城的安危，決定經蒙布朗克與巴利斯的大路返回該城。聖西爾得知雷丁的動向後，將蘇昂師部署在巴利斯，皮諾師部署在普拉，嘗試阻斷雷丁的路線。2月25日上午6點，西班牙軍與蘇昂師相遇，雙方交火整個上午，直到聖西爾的增援在中午後抵達，雷丁才下令部隊撤回河對岸，在山坡上列成兩條陣線。下午4點，聖西爾將部隊組成四個縱隊涉水渡河，在距離敵軍100碼的位置發動衝鋒，迅速突破敵軍兩條陣線，俘虜雷丁將軍與1,500人。之後，拿破仑認為聖西爾奪取赫羅納的作戰過於緩慢，下令奧熱羅元帥接任指揮，聖西爾對此非常不滿，但繼續指揮圍城戰。10月初，聖西爾得知奧熱羅即將抵達後，直接擅自離職，回到自己在法國的莊園。

### 俄法戰爭
1812年6月24日清晨，法國皇帝拿破仑一世指揮的主力部隊跨過尼曼河，俄法戰爭爆發。同月30日，歐仁親王指揮的第二波部隊過河，麾下包括歐仁第四軍、格魯希第三騎兵軍，以及聖西爾統帥的第六軍（巴伐利亞軍團）。戰爭初期，聖西爾第六軍並未參與到重要作戰，7月10日時停留在維爾納，7月26日時停留在烏沙奇附近作為預備隊。7月31日，烏迪諾第二軍在克里亞斯季齊戰役被俄軍擊敗，被迫撤退至波拉茨克，在8月15日與聖西爾的部隊會合。8月17日第一次波拉茨克戰役爆發，俄軍將領维特根施泰因下令進攻，打擊法軍中的巴伐利亞部隊，取得頗大的戰果。這主要因烏迪諾錯誤的部署，五個步兵師僅有兩個巴伐利亞師（德鲁瓦師、弗雷德師）充分投入戰鬥，一個師部分投入戰鬥，另外兩個師則毫無作為。心懷不滿的聖西爾更在戰役中嘲諷到：「元帥先生，拿破崙使你成為元帥，僅是將軍的我怎麼能向你提供建議呢。」當天的戰鬥以俄軍優勢結束，雙方部隊皆傷亡與被俘2,500人，法軍指揮官烏迪諾因負傷將指揮權交給聖西爾。聖西爾趁天色正暗重新部署，在隔天突然進攻俄軍陣地，擊敗敵軍左翼與中路，迫使俄軍撤退至德里薩河後方。

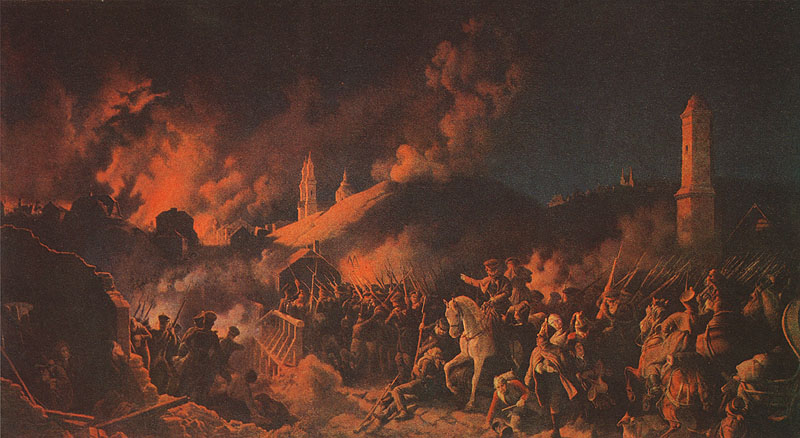
第二次波洛茨克之戰

聖西爾指揮的兩個軍之後都駐扎於波拉茨克周邊與维特根施泰因的俄軍部隊對峙，他在8月27日被晉升為帝國元帥。9月18日，拿破崙下令聖西爾麾下的兩個軍與麥克唐納元帥的第十軍會合，並各派出1.2萬人進攻维特根施泰因。然而由於兵力不足的問題，聖西爾否決了該計畫，並繼續加強波拉茨克的城防。10月初，聖西爾的部隊已降至2.2萬人，维特根施泰因的部隊則增至近4萬人，且即將得到施泰因海爾約1萬人的增援。10月中旬，聖西爾在發現俄軍動向後向友軍求援，但麥克唐納第十軍與維克托第九軍都無法給予幫助，波拉茨克的法軍已孤立無援。10月18日维特根施泰因下令主要部隊向波拉茨克進攻，聖西爾依託地形、防線、火砲防禦，讓俄軍未能突入城內。隔日下午，法軍突襲迫近的俄軍增援部隊，接著在濃霧的掩護下撤退。第二次波洛茨克之戰令法軍傷亡、被俘9,000人，而俄軍則為12,000人。10月28日，聖西爾與剛抵達的維克托第九軍會合，並因負傷交出第二軍的指揮權。

### 第六次反法同盟
1813年8月4日，恢復健康的聖西爾接管第十四軍的指揮權。8月10日休戰期滿後，三個不同戰線的聯軍先後行動。普魯士元帥布吕歇爾的「西里西亞軍團」率先進攻，讓拿破崙決定先殲滅該部，再去處理俄羅斯司令巴克莱-德托利的縱隊與奧地利元帥施瓦岑貝格的「波希米亞軍團」。拿破崙在面對布呂歇爾的同時，下令旺達姆第一軍移動至包岑，以隨時支援在德累斯顿附近的聖西爾第十四軍。由於拿破崙相信能威脅到德累斯顿的敵軍僅有4萬人，他並不太擔心聖西爾部隊的處境。8月22日早上，聯軍部隊分成五個蹤隊從波希米亚跨過邊境進入薩克森，兵力總數達237,770人。極度懸殊的兵力比迫使聖西爾從邊境撤退，試圖在德累斯顿城內阻止聯軍的進攻。

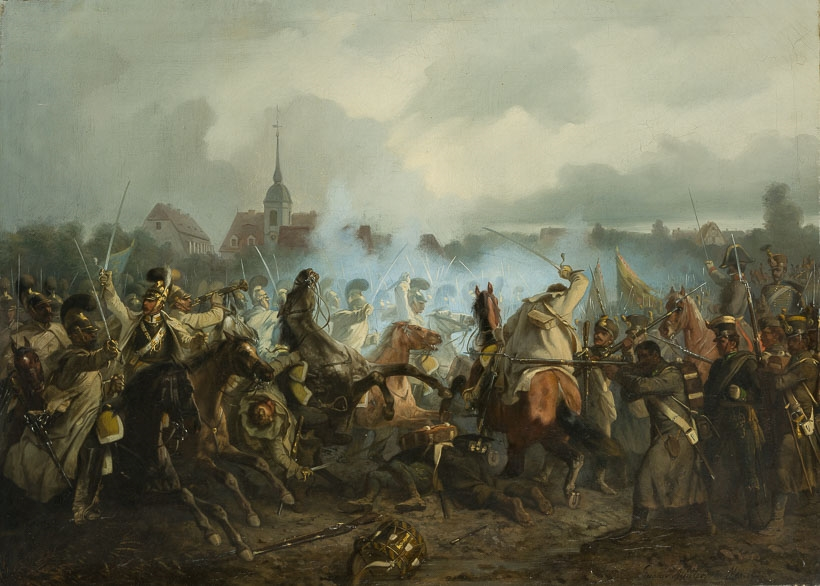
德勒斯登戰役

聯軍決定分成六個縱隊進攻德累斯顿城，而聖西爾則在城中將部隊分散部署，三個步兵師部署在重要據點，萊茵邦聯的部隊則作為預備隊。8月26日上午9點，拿破崙率領三個軍抵達德累斯顿。同日下午聯軍開始強攻德累斯頓，但以失敗告終。8月27日聯軍繼續強攻，但在各條陣線上都未取得進展，拿破崙的反擊成功包圍聯軍左翼，旺達姆第一軍也在聯軍右翼取得進展，迫使施瓦岑貝格下令撤退。聯軍在德勒斯登戰役的失利十分驚人，21.5萬人的聯軍部隊未能對13.5萬人的法軍部隊造成足夠威脅，法軍僅傷亡10,000人，而聯軍則為38,000人，其中有至少15,000人被俘。假若拿破崙能夠發起一次精力十足且協調良好的追擊的話，聯軍「波希米亞軍團」很可能被全部殲滅，讓法軍取得第六次反法同盟戰爭的勝利。但總結來說，法軍在其他戰線的失利，以及隨後幾天旺達姆第一軍在庫爾姆戰役的慘敗，讓法軍逐漸失去對戰局的掌控。
聖西爾在法軍追擊失敗後，繼續留在德勒斯登指揮。萊比錫戰役前拿破崙未讓其部與主力集合，而是繼續駐扎於德勒斯登，因拿破崙在萊比錫戰敗而與主力失去聯繫，最終在11月11日投降。

### 波旁復辟與去世

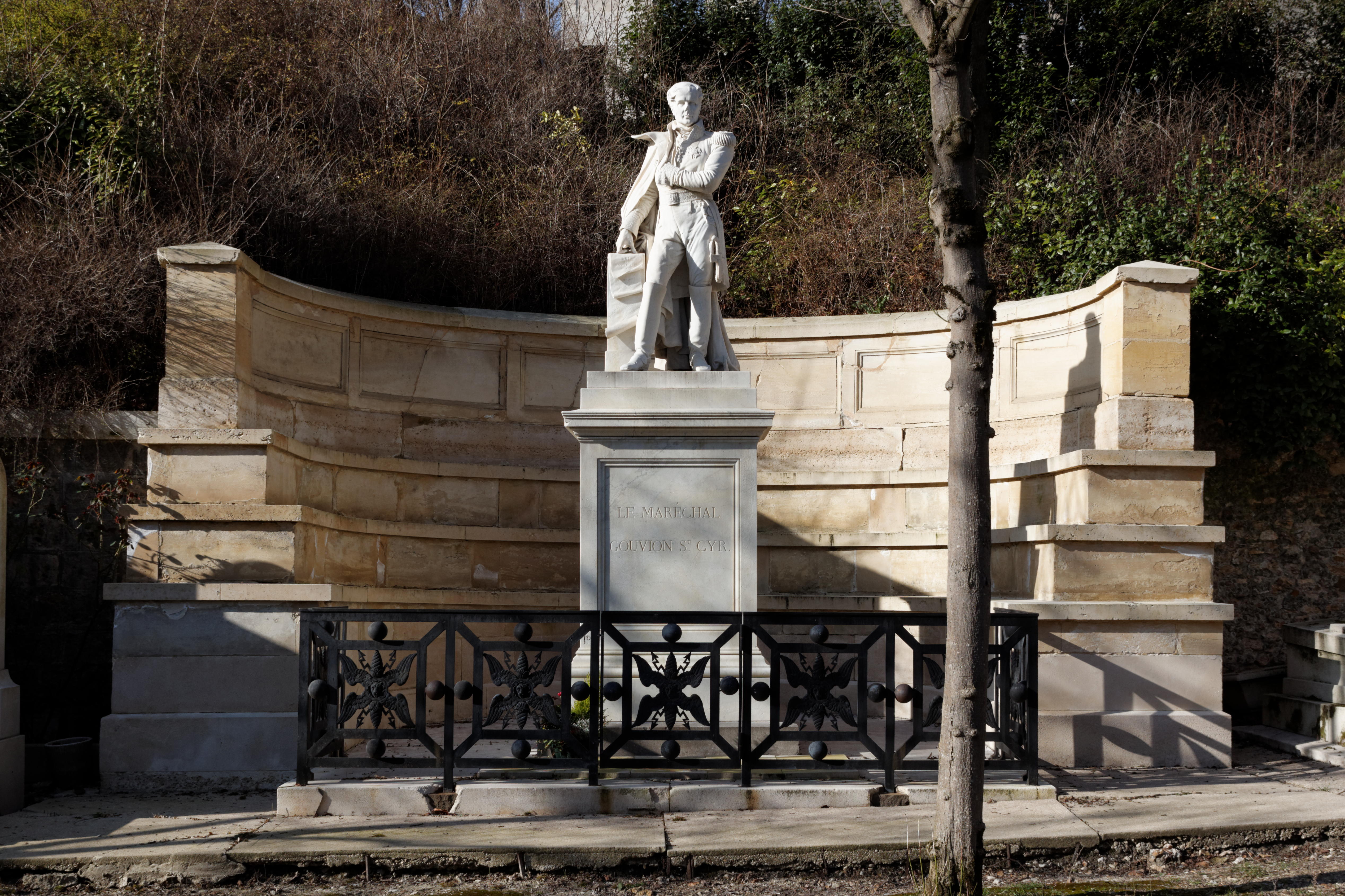
拉雪茲神父公墓的聖西爾墓

1814年6月聖西爾抵達法國後，暫時過著安寧的生活，在第一次波旁復辟與百日王朝期間都未擔任要職。1815年7月7日，他在麥克唐納元帥的引薦下被路易十八任命為戰爭部長，他短暫的部長生涯事後證明是場災難，他無法阻止第一帝國時期的部隊被解散，他重新改革軍隊的計劃也被保王黨人強烈反對，整體軍隊人數與素質都大大降低。內伊元帥叛國罪受審期間，聖西爾試圖組成一個有利於內伊的軍事法庭，成員包括奧熱羅、馬塞納、莫爾捷、蒙塞等人，但最終因保王黨人的壓力而失敗，內伊在12月7日被槍決。1817年6月23日，閒賦在家的聖西爾再次被請出山，成為海軍部長，並被路易十八封為侯爵與授予聖路易大十字勳章。同年9月12日聖西爾再次成為戰爭部長，並在兩年多的職業生涯中主導數項建軍計畫。1830年3月17日，聖西爾因心臟病發過世。

## 註解
1. ↑  法蘭西第一共和國最高軍銜

## 註腳
1. 1 2 3  Chandler（1987年），第129页
2. 1 2 3 4 5  Chandler（1987年），第120页
3. ↑  Phipps A（1926年），第45页
4. ↑  Blanning（1996年），第126页
5. ↑  康伯克（2015年），第54页
6. 1 2  Chandler（1987年），第121页
7. ↑  Phipps B（1926年），第31页
8. 1 2 3 4 5 6  康伯克（2015年），第55页
9. ↑  Phipps B（1926年），第40-41页
10. 1 2  Chandler（1987年），第122页
11. ↑  Phipps B（1926年），第60-62页
12. ↑  Phipps B（1926年），第72页
13. ↑  Phipps B（1926年），第74页
14. ↑  Phipps B（1926年），第93页
15. ↑  Phipps B（1926年），第117页
16. ↑  Phipps B（1926年），第94页
17. ↑  Phipps B（1926年），第132页
18. ↑  Phipps B（1926年），第135页
19. ↑  Phipps B（1926年），第188页
20. ↑  Connelly（2012年），第71页
21. ↑  Dodge A（1904年），第120页
22. ↑  Phipps B（1926年），第237页
23. ↑  Dodge A（1904年），第123页
24. ↑  Blanning（1996年），第155页
25. ↑  Phipps B（1926年），第272页
26. 1 2  Connelly（2012年），第84页
27. ↑  Phipps B（1926年），第290页
28. 1 2  Phipps B（1926年），第292-293页
29. ↑  Phipps B（1926年），第317页
30. ↑  Phipps B（1926年），第330页
31. ↑  Dodge A（1904年），第331页
32. ↑  Phipps B（1926年），第373页
33. ↑  Dodge A（1904年），第336页
34. ↑  Phipps B（1926年），第376页
35. ↑  Phipps B（1926年），第382页
36. ↑  Phipps B（1926年），第432页
37. 1 2 3 4  Chandler（1987年），第124页
38. ↑  Phipps C（1926年），第224页
39. ↑  Phipps C（1926年），第28页
40. ↑  克劳塞维茨a（2019年），第83页
41. ↑  克劳塞维茨a（2019年），第139-145页
42. ↑  Blanning（1996年），第232页
43. 1 2  克劳塞维茨a（2019年），第154-161页
44. ↑  克劳塞维茨a（2019年），第321-322页
45. ↑  Phipps C（1926年），第63页
46. ↑  克劳塞维茨a（2019年），第546页
47. ↑  克劳塞维茨a（2019年），第564页
48. ↑  Phipps C（1926年），第315页
49. ↑  克劳塞维茨a（2019年），第565-566页
50. ↑  克劳塞维茨a（2019年），第573-574页
51. ↑  Dodge A（1904年），第607页
52. ↑  克劳塞维茨a（2019年），第581页
53. ↑  克劳塞维茨b（2019年），第349-350页
54. ↑  Phipps C（1926年），第338页
55. ↑  克劳塞维茨b（2019年），第353-355页
56. ↑  克劳塞维茨b（2019年），第360页
57. ↑  克劳塞维茨b（2019年），第378页
58. ↑  Phipps C（1926年），第340页
59. ↑  克劳塞维茨b（2019年），第390-392页
60. 1 2 3 4 5  Chandler（1987年），第125页
61. ↑  Phipps C（1926年），第346页
62. ↑  Arnold（2005年），第199-201页
63. ↑  Dodge B（1904年），第82页
64. ↑  Dodge B（1904年），第85页
65. 1 2 3  Arnold（2005年），第202页
66. 1 2  Dodge B（1904年），第88页
67. ↑  Dodge B（1904年），第89页
68. ↑  Chandler（1987年），第125-126页
69. 1 2 3 4 5  Chandler（1987年），第126页
70. 1 2 3  Chandler（1987年），第127页
71. ↑  康伯克（2015年），第5页
72. ↑  Oman A（1902年），第302页
73. ↑  康伯克（2015年），第6-8页
74. ↑  康伯克（2015年），第11页
75. ↑  Oman A（1902年），第321页
76. ↑  康伯克（2015年），第13页
77. 1 2  康伯克（2015年），第15页
78. ↑  Oman A（1902年），第332页
79. ↑  Oman B（1902年），第44页
80. 1 2  康伯克（2015年），第18页
81. ↑  Oman B（1902年），第56页
82. 1 2  康伯克（2015年），第25页
83. ↑  Oman B（1902年），第59页
84. ↑  康伯克（2015年），第26页
85. ↑  康伯克（2015年），第27页
86. ↑  Oman B（1902年），第65页
87. ↑  康伯克（2015年），第28页
88. ↑  Oman B（1902年），第66页
89. ↑  康伯克（2015年），第30页
90. 1 2  康伯克（2015年），第32页
91. ↑  Oman B（1902年），第72页
92. ↑  康伯克（2015年），第34页
93. ↑  Oman B（1902年），第77页
94. 1 2 3  康伯克（2015年），第35页
95. ↑  Oman B（1902年），第81页
96. 1 2  康伯克（2015年），第37页
97. ↑  Oman B（1902年），第88页
98. ↑  康伯克（2015年），第40页
99. ↑  康伯克（2015年），第52页
100. ↑  克劳塞维茨c（2019年），第52-54页
101. ↑  Legrand（2018年），第二章
102. ↑  克劳塞维茨c（2019年），第59-65页
103. 1 2 3  Chandler（1987年），第128页
104. ↑  克劳塞维茨c（2019年），第69页
105. ↑  Nafziger（1988年），第147页
106. ↑  Nafziger（1988年），第147-150页
107. 1 2  Legrand（2018年），第五章
108. 1 2  克劳塞维茨c（2019年），第75页
109. ↑  Nafziger（1988年），第150页
110. ↑  Nafziger（1988年），第151页
111. 1 2 3 4 5  Legrand（2018年），第六章
112. ↑  克劳塞维茨c（2019年），第82页
113. ↑  Legrand（2018年），第七章
114. 1 2  Nafziger（1988年），第280页
115. ↑  Nafziger（1988年），第282页
116. ↑  利芬（2015年），第416页
117. ↑  利芬（2015年），第417页
118. 1 2  Nafziger（1994年），第139-140页
119. ↑  Nafziger（1994年），第143页
120. ↑  利芬（2015年），第436页
121. ↑  Nafziger（1994年），第146页
122. ↑  Nafziger（1994年），第159-160页
123. 1 2  利芬（2015年），第439页
124. ↑  Nafziger（1994年），第160页
125. 1 2  Leggiere（2015年），第346页
126. ↑  利芬（2015年），第446页
127. ↑  利芬（2015年），第462页
128. ↑  Leggiere（2015年），第568页
129. 1 2  Chandler（1987年），第130页
130. ↑  Chandler（1987年），第358页
131. 1 2  Chandler（1987年），第131页